# Jackie Galloway
Jaqueline „Jackie” Rose Sanchez Galloway (ur. 27 grudnia 1995 w Crown Point) – amerykańska zawodniczka taekwondo pochodzenia meksykańskiego, brązowa medalistka olimpijska z Rio de Janeiro (2016), dwukrotna medalistka mistrzostw świata.
W 2012 roku była rezerwową zawodniczką reprezentacji Meksyku na igrzyska olimpijskie w Londynie. Cztery lata później wystąpiła w ekipie amerykańskiej podczas igrzysk w Rio de Janeiro. Zdobyła brązowy medal olimpijski w kategorii powyżej 67 kg. W półfinale pokonała ją późniejsza wicemistrzyni olimpijska María del Rosario Espinoza, w repasażach zwyciężyła w pojedynku z Gwladys Épangue.
W 2015 roku zdobyła brązowy, a w 2017 roku srebrny medal mistrzostw świata, w 2012 roku brązowy medal mistrzostw świata juniorów, a w 2014 roku złoty medal akademickich mistrzostw świata. W 2015 roku została mistrzynią igrzysk panamerykańskich, w 2014 roku zdobyła złoty, a w 2016 roku srebrny medal mistrzostw panamerykańskich.